# Les Barons
Les Barons is een Belgische film uit 2009 van Nabil Ben Yadir over jongeren van de tweede en derde generatie migranten in Sint-Jans-Molenbeek.

## Verhaal
De vier vrienden Hassan, Mounir, Aziz en Franck zijn de Baronnen.
De Baronnen geloven dat iedereen op de wereld een krediet heeft van stappen: zet je er één, dan ben je dichter bij de dood. Dit is hun filosofie. De vier vrienden zijn werkloos en hangen altijd rond bij de groenten- en fruitbakken van Lucien.
Hassan is verliefd op de zus van Mounir, maar de regel bij de Baronnen is: niet aan andermans zus komen, want andermans zus is gewoon je vriend met lang haar. Als Mounir dit te weten komt vechten hij en Hassan het uit in een metrostation. Als Hassan aan het bekomen is van de klappen geeft Mounir hem nog één trap, waardoor Hassan op de rails terechtkomt. Hij overleeft dit en hij en Mounir krijgen ruzie. Dit drijft de vier vrienden uit elkaar. Hassan wordt buschauffeur, zoals zijn vader voor hem, en Aziz en Lucien werken samen in het winkeltje van Lucien. Franck is voor zaken in Mechelen en Mounir blijft nog steeds werkloos. 
Op een bepaald moment belt Mounir Franck op en zegt hem dat hij nu eindelijk een Baron is. (Eerst gebruikten ze Franck voor hun louche zaakjes). Mounir wil hem opzoeken in Mechelen maar raakt verdwaald. Hij vraagt aan een coureur waar het station is. Deze antwoordt 'Dans ton pays!' ('In je eigen land!') Mounir is aan een zebrapad en laat een oudere vrouw oversteken. Hij let alleen op de vrouw en geeft gas. Plots wordt hij geraakt door een truck. Mounir sterft aan zijn verwondingen. Voor hij stierf belde hij Hassan op en vertelde wat er gebeurde en verontschuldigde zich aan hem. Hassan, Franck en Aziz staan op het autokerkhof waar de geplette auto van Mounir staat. Zonder dat iemand het ziet neemt Franck het teken van BMW mee. Op het einde zie je Franck met een ketting gemaakt van het BMW-teken uitleg geven aan kinderen hoe ze een Baron kunnen worden.

## Cast
| Acteur                  | Personage    |
| ----------------------- | ------------ |
| Nader Boussandel        | Hassan       |
| Mourade Zeguendi        | Mounir       |
| Monir Ait Hamou         | Aziz         |
| Julien Courbey          | Franck Tabla |
| Jan Decleir             | Lucien       |
| Mohamed Fellag          | RG           |
| Édouard Baer            | Jacques      |
| Amelle Chahbi           | Malika       |
| Melissa Djaouzi         | Milouda      |
| Salah Eddine Ben Moussa | Kader        |
| Jean-Luc Couchard       | Ozgür        |
| Virginie Efira          | artiest      |
| Claude Semal            | buschauffeur |

## Trivia
- Het personage van Jan Decleir wordt gewezen op het feit dat hij de ziekte van Alzheimer heeft (maar het blijkt de ziekte van Parkinson te zijn). Jan Decleir speelde in 2004 de hoofdrol in de film De Zaak Alzheimer.
- De rol van Malika is een verwijzing naar Hadja Lahbib, nieuwslezer bij de RTBF.